# Karczmiska (gemeente)
De gemeente Karczmiska is een landgemeente in het Poolse woiwodschap Lublin, in powiat Opolski (Lublin).
De zetel van de gemeente is in Karczmiska (tot 30 december 1999 Karczmiska Pierwsze genoemd).
Op 30 juni 2004 telde de gemeente 6272 inwoners.

## Oppervlakte gegevens
In 2002 bedroeg de totale oppervlakte van gemeente Karczmiska 95,21 km², waarvan:
- agrarisch gebied: 72%
- bossen: 22%

De gemeente beslaat 11,84% van de totale oppervlakte van de powiat.

## Demografie
Stand op 30 juni 2004:
| Omschrijving                   | Totaal | Totaal | Vrouwen | Vrouwen | Mannen | Mannen |
| ------------------------------ | ------ | ------ | ------- | ------- | ------ | ------ |
| eenheid                        | aantal | %      | aantal  | %       | aantal | %      |
| inwoners                       | 6272   | 100    | 3128    | 49,9    | 3144   | 50,1   |
| bevolkingsdichtheid (inw./km²) | 65,9   | 65,9   | 32,9    | 32,9    | 33     | 33     |

In 2002 bedroeg het gemiddelde inkomen per inwoner 1278,64 zł.

## Administratieve plaatsen (sołectwo)
Bielsko, Chodlik, Głusko Małe, Górki, Jawórce-Mieczysławka, Karczmiska ( 2 sołectwa: Karczmiska Drugie en Karczmiska Pierwsze), Głusko Duże-Kolonia, Wolica-Kolonia, Uściąż-Kolonia, Noworąblów, Słotwiny, Uściąż, Wolica, Wymysłów, Zaborze, Zagajdzie.

## Aangrenzende gemeenten
Kazimierz Dolny, Łaziska, Opole Lubelskie, Poniatowa, Wąwolnica, Wilków